# Инвернесс (графство, Новая Шотландия)
Инвернесс — графство в канадской провинции Новая Шотландия. Графство является переписным районом и административной единицей провинции.

## География
Графство расположено на северо-западе острова Кейп-Бретон и граничит на северо-востоке с графством Виктория. Западные границы графства омываются водами залива Святого Лаврентия и пролива Нортамберленд. Юго-восточная граница графства проходит по озеру Бра-д'Ор.
По территории графства проложен маршрут Кабот-Трэйл. Северная часть маршрута расположена на территории национального парка Кейп-Бретон-Хайлендс. Национальный парк, как и маршрут, разделён между двумя графствами: Виктория и Инвернесс.
По территории графства проходит автодорога провинциального значения хайвей 105, а также ряд дорог, управляемых графством, основными из которых являются магистрали 4, 19 и 30 и коллекторы 219, 223, 252 и 395.

## История
В 1835 году из Северо-западного округа графства Кейп-Бретон было образовано графство Juste au Corps. Кейп-Бретон был разделён на округа ещё в 1823 году. Графство стало называться Инвернесс в 1837 году, получив своё название по населённому пункту в Шотландии, откуда в основном были жители графства.

## Население
Для нужд статистической службы Канады графство разделено на один город, одну индейскую резервацию и три неорганизованные области.
| Название      | Оригинальное название | Статус                   | Площадь  | Население |
| ------------- | --------------------- | ------------------------ | -------- | --------- |
| Порт-Хоксбери | Port Hawkesbury       | Город                    | 8,11     | 3 517     |
| Уайкогома 2   | Whycocomagh 2         | Индейская резервация     | 7,36     | 623       |
| Округ A       | Inverness, Subd. A    | Неорганизованная область | 2 029,63 | 5 859     |
| Округ B       | Inverness, Subd. B    | Неорганизованная область | 751,88   | 5 369     |
| Округ C       | Inverness, Subd. C    | Неорганизованная область | 1 033,42 | 3 668     |